# Gonoglasa camptogramma
Gonoglasa camptogramma là một loài bướm đêm trong họ Noctuidae.